# Villanueva de Lónguida
Villanueva de Lónguida (en euskera Hiriberri-Longida, y oficialmente Villanueva de Lónguida / Hiriberri-Longida) es un lugar  de Lónguida en la merindad de Sangüesa de la Comunidad Foral de Navarra (España) que se encuentra en a 1,5 km de Aos, y de Murillo de Lónguida y a 2,3 km de Ecay. Es un pueblo abandonado y origen de una urbanización.
La Iglesia de San Andrés de Villanueva es un edificio barroco con tres retablos de estilo rococó del siglo XVIII.

## Demografía
| 1852 | 1900 | 1950 | 1981 | 2014 |
| ---- | ---- | ---- | ---- | ---- |
| 62   | 44   | 55   | 5    | 31   |